# China Guangfa Bank
China Guangfa Bank — китайский коммерческий банк, работающий в городе Гуанчжоу, провинциях Гуандун и Фуцзянь, а также других регионах КНР. Основным акционером является китайская страховая компания China Life Insurance (44 %). Входит в сотню крупнейших банков мира.

## История
Банк был основан в 1988 году. В 2006 году четверть акций банка была продана зарубежным инвесторам, Citigroup (20 %) и IBM (4 %).
В 2017 году банк оказался в центре скандала, связанного с незаконным гарантированием корпоративных облигаций производителя смартфонов Cosun Group; гарантии банка страховым компаниям оказались поддельными, и инвесторы не смогли получить страховые выплаты после дефолта по этим облигациям в декабре 2016 года. Банк был оштрафован на 722 млн юаней.

## Деятельность
Обслуживает 48 млн розничных и 360 тысяч корпоративных клиентов через сеть из 46 отделений и 882 точек обслуживания в 104 городах КНР; банком выпущено 89 млн кредитных карт. Из выручки 80,5 млрд юаней в 2020 году 62,8 млрд составил чистый процентный доход, 11,3 млрд — комиссионный доход. Из 3 трлн юаней активов 1,8 трлн составили выданные кредиты (примерно равными долями корпоративные и розничные); принятые депозиты составили 1,85 трлн юаней (из них 1,46 трлн корпоративных клиентов). Более половины выручки и активов приходится на Гуанчжоу.
Основные подразделения:
- корпоративный банкинг — выручка 24 млрд юаней, активы 925 млрд;
- розничный банкинг и кредитные карты — выручка 41 млрд юаней, активы 808 млрд;
- казначейские услуги — выручка 16 млрд юаней, активы 1,296 трлн[1].

## Акционеры
- China Life Insurance — 43,686 %
- State Grid Yingda International Holdings — 15,647 %
- CITIC Trust Co., Ltd. — 15,647 %
- Jiangxi Provincial Communication Investment Group — 8,184 %
- AVIC Capital — 3,873 %
- Guangdong Utrust Investment Holdings — 1,614 %
- Brilliance Auto Group Holding — 1,136 %
- Jiangsu Suzhou Steel Group — 1,132 %[1]